# Ausserberg
Ausserberg (walliserdeutsch: Üsserbärg) ist eine Munizipalgemeinde und eine Burgergemeinde im Bezirk Westlich Raron sowie eine Pfarrgemeinde des Dekanats Raron im deutschsprachigen Teil des Schweizer Kantons Wallis.
1923 wurde die ehemalige Gemeinde Gründen mit Ausserberg fusioniert (das Gebiet von Gründen vollzog damit zugleich einen Bezirkswechsel).

## Geographie
Das Dorf Ausserberg liegt auf rund 1000 m ü. M. an der Lötschberg Südrampe im Oberwallis. Die Gemeinde grenzt an die Bezirke Visp, Brig und Raron. Die unterschiedlichen klimatischen Bedingungen haben über die Jahrhunderte dafür gesorgt, dass sich in Ausserberg verschiedene Landschaftsformen gebildet haben. Im Süden erstreckt sich das Gemeindegebiet bis an das Ufer der Rhone. Die Gemeindegrenzen folgen streckenweise den alten Suonen Niwa und Wiigartneri. Rund um die Dörfer Ausserberg, Hobiel und Leiigru liegen Bergweiden; viele dieser Gebiete am steilen Südhang sind im Bundesinventar der Trockenwiesen und -weiden von nationaler Bedeutung aufgeführt.
Bei den Ortschaften und oberhalb davon hat die Gemeinde grosse Waldflächen, so den Telwald, den Witteruwald, den Lerchwald und den Strahlwald. Über der Waldgrenze liegen die Sömmerungsgebiete Leiggeralpa, Mederbode und Ougstchumma. Das Wiwannihorn (3000 m ü. M.) ist zugleich Wahrzeichen und der höchste Punkt der Gemeinde. Im Westen stösst Ausserberg an das Bietschtal und im Osten an das Baltschiedertal. Die Bergzone liegt im eidgenössichen Jagdbanngebiet Alpjuhorn.
Der grösste Teil der Gemeindefläche befindet sich im Landschaftsschutzgebiet Berner Hochalpen und Aletsch-Bietschhorn-Gebiet (südlicher Teil), das im Bundesinventar der Landschaften und Naturdenkmäler von nationaler Bedeutung definiert ist.
Von der Hauptstrasse 9 im Talboden und der neuen Zufahrt zur Autobahn A9 führt eine Lokalstrasse durch Baltschieder nach Ausserberg.

## Geschichte

Luftbild (1964)

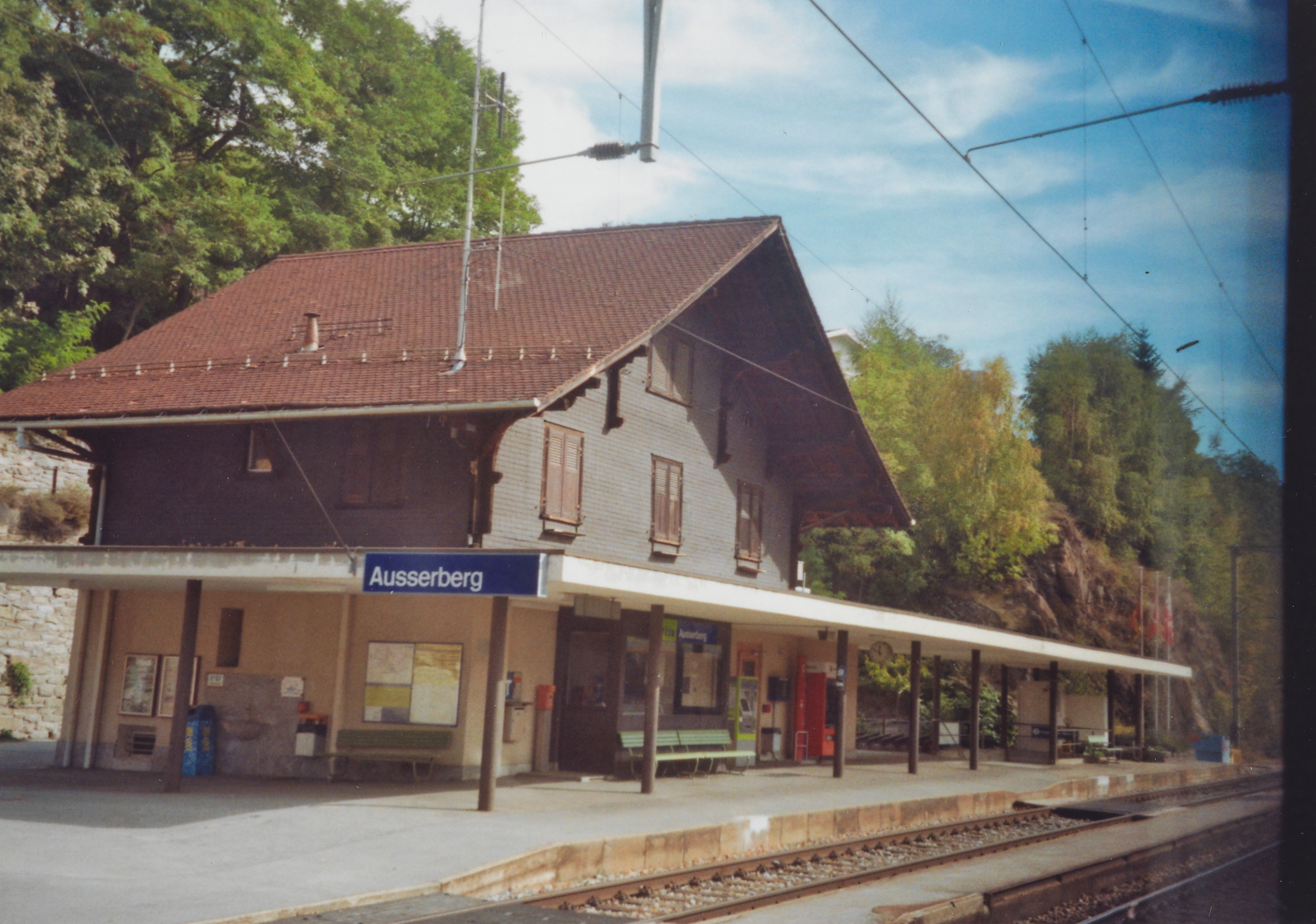
Stationsgebäude Ausserberg BLS (2012)

### Weilerdorf
Die Gemeinde Ausserberg war und ist eine typische Weilersiedlung, die sich aus verschiedenen Weilern, Gebäudegruppen und kleineren Dörfern zusammensetzt. Die kleinen Produktionsparzellen sowie die geographische Begebenheit der Region sind Gründe für diese Siedlungsform. Dieses Erscheinungsbild ändert sich je länger je mehr, in dem die Freiflächen zwischen den Weilern verbaut werden. Auch sind vom ehemaligen Berg- und Bauerndorf nur noch zwei Landwirtschaftsbetriebe übrig.

## Bevölkerung
| Bevölkerungsentwicklung | Bevölkerungsentwicklung | Bevölkerungsentwicklung | Bevölkerungsentwicklung | Bevölkerungsentwicklung | Bevölkerungsentwicklung | Bevölkerungsentwicklung | Bevölkerungsentwicklung | Bevölkerungsentwicklung | Bevölkerungsentwicklung | Bevölkerungsentwicklung | Bevölkerungsentwicklung |
| ----------------------- | ----------------------- | ----------------------- | ----------------------- | ----------------------- | ----------------------- | ----------------------- | ----------------------- | ----------------------- | ----------------------- | ----------------------- | ----------------------- |
| Jahr                    | 1850                    | 1900                    | 1910                    | 1920                    | 1950                    | 1970                    | 2000                    | 2010                    | 2012                    | 2014                    | 2016                    |
| Einwohner               | 358                     | 398                     | 1020 (Eisenbahnbau)     | 458                     | 631 (mit Gründen)       | 701                     | 628                     | 640                     | 635                     | 631                     | 622                     |

### Einfluss der BLS
Anfang des 20. Jahrhunderts bemühten sich der Kanton Bern und Frankreich um eine Bahnlinie durch die Berner Alpen. Am 27. Juli 1906 entschied sich der Berner Grosse Rat, den Lötschbergtunnel zu realisieren. Die eigens dafür gegründete BLS begann am 15. Oktober des gleichen Jahres gemeinsam mit dem französischen Unternehmerkonsortium EGL mit den Bauarbeiten. Nach anfänglicher Ablehnung entschied sich die Bevölkerung Ende 1906 in einer Abstimmung zugunsten des Baus. Damit gewann die BLS als Transportmittel und für das Gewerbe an Bedeutung. Einerseits wurde im Zuge der Bauarbeiten die Infrastruktur verbessert. Andererseits bot das Bauprojekt neue Arbeitsplätze und Einkunftsmöglichkeiten, beispielsweise durch den Viehhandel. Die BLS legte damit gewissermassen den Grundstein für den Wandel des Bergdorfs von der Subsistenz- hin zur Konsumwirtschaft.

### Natur und Tourismus
Heute ist Ausserberg vor allem dank seiner Natur für den Tourismus attraktiv. Die geschichtsträchtigen Suonen Manera, Undra, Mittla und Niwärch, die für die Bevölkerung auch heute noch von Nutzen sind, können auf mehreren Wanderrouten besichtigt werden. Die UNESCO hat die Region Jungfrau-Aletsch, zu der auch die Standortgemeinde Ausserberg gehört, am 13. Dezember 2011 zum Weltnaturerbe erklärt. Diese vielfältige Landschaft kann auf insgesamt 60,5 Kilometern Wanderwegen erkundet werden.

## Bilder

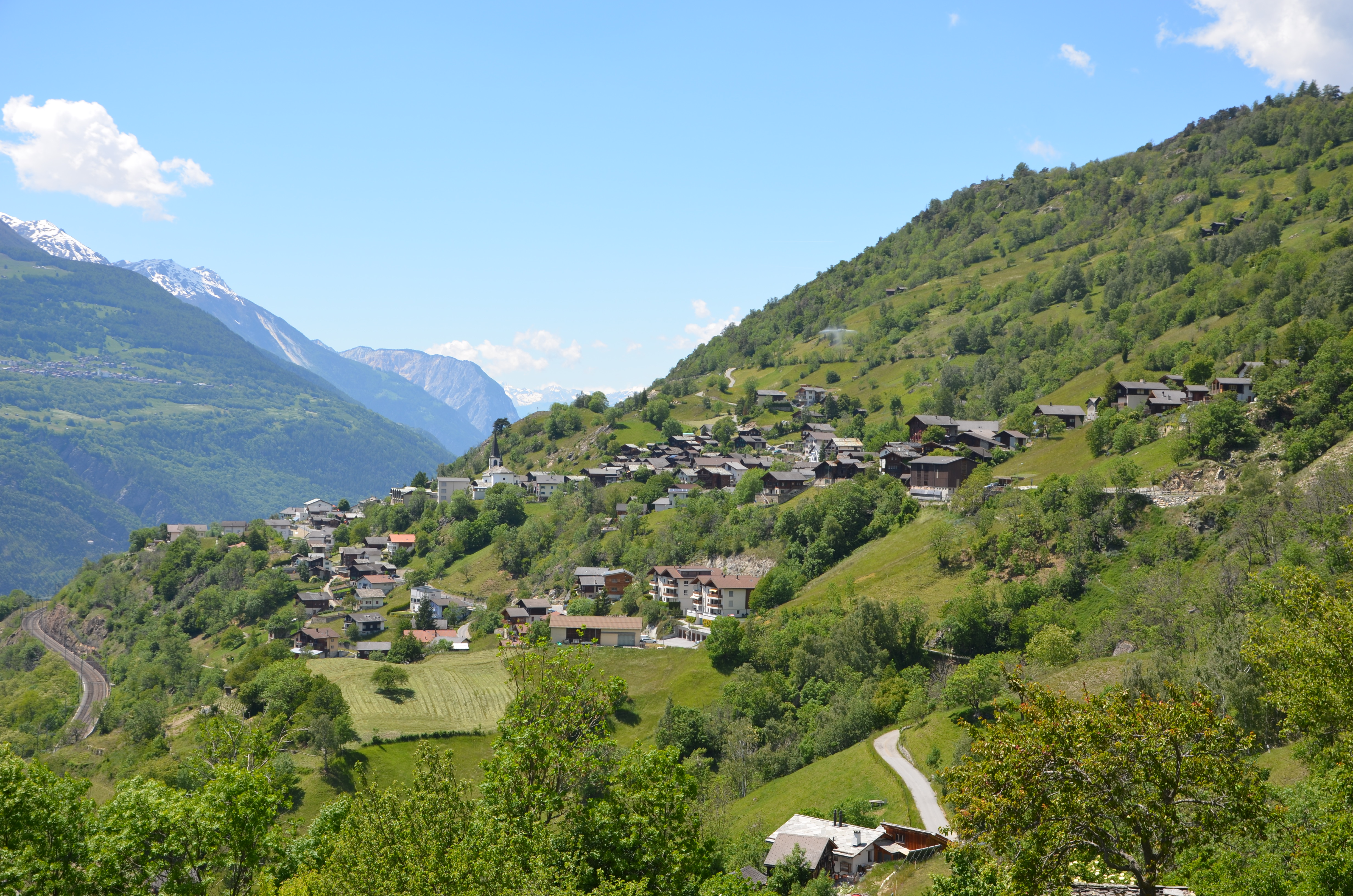
Ausserberg von Osten her gesehen
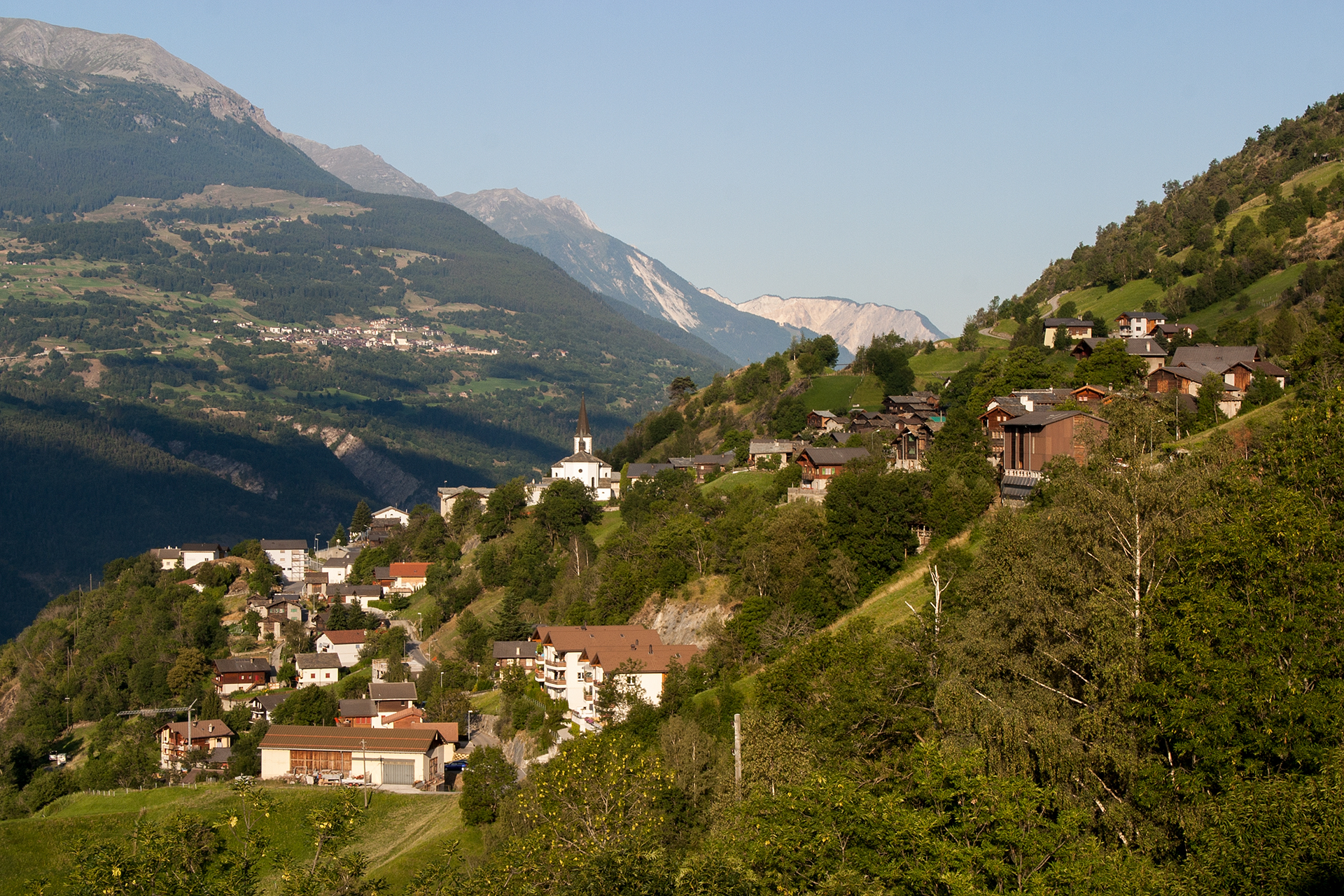
Blick auf Ausserberg
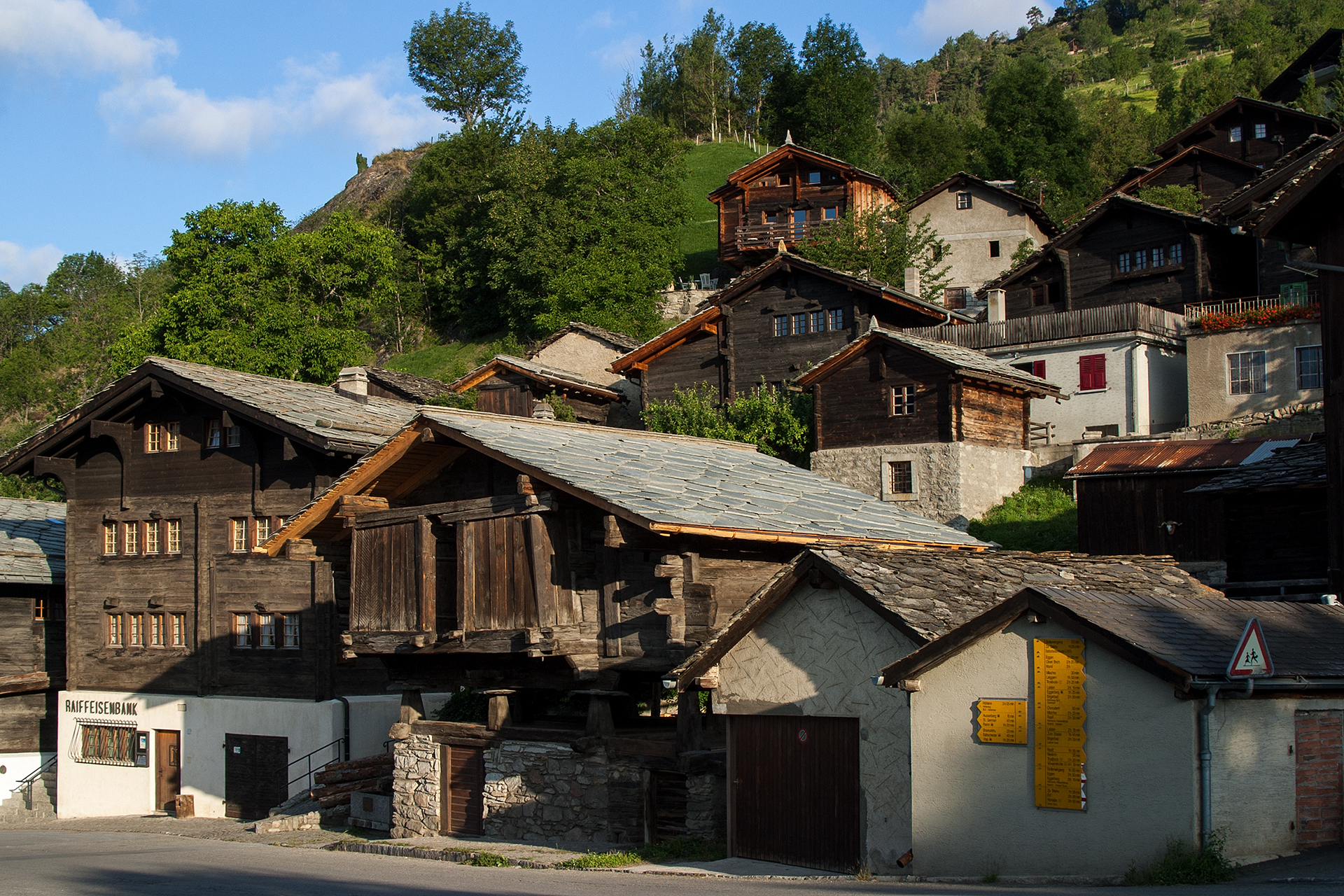
Dorfmitte
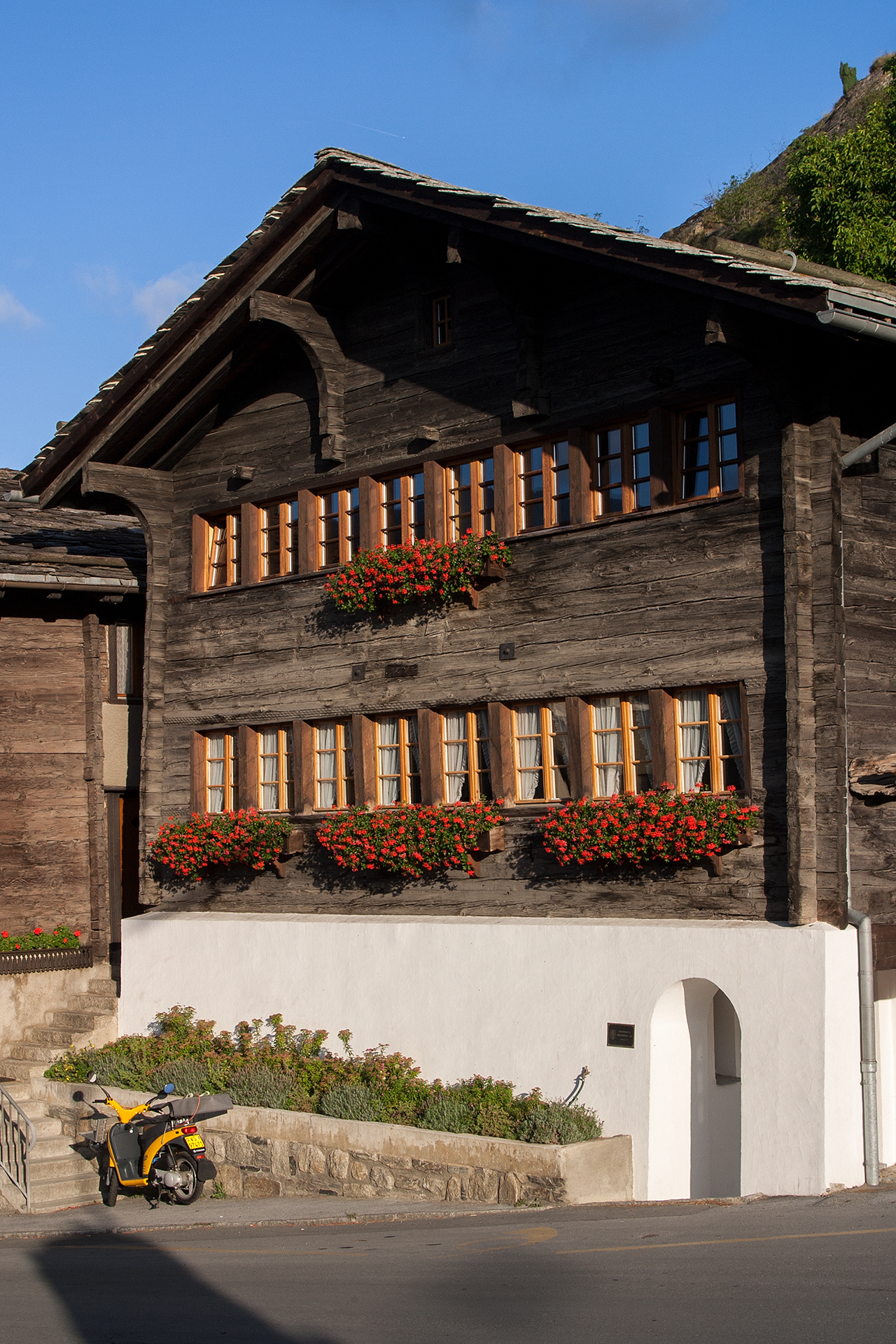
Walliserhaus
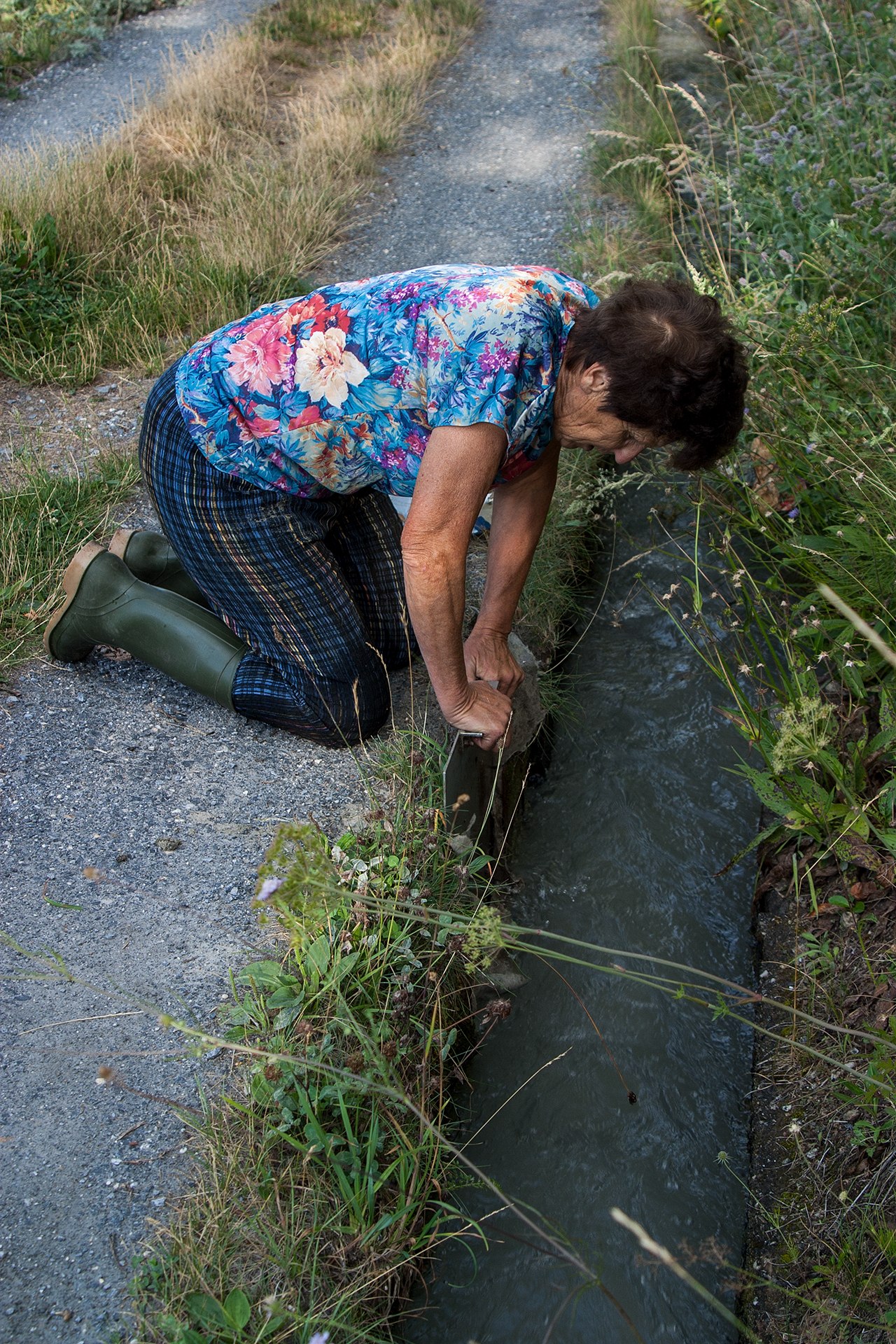
Suone
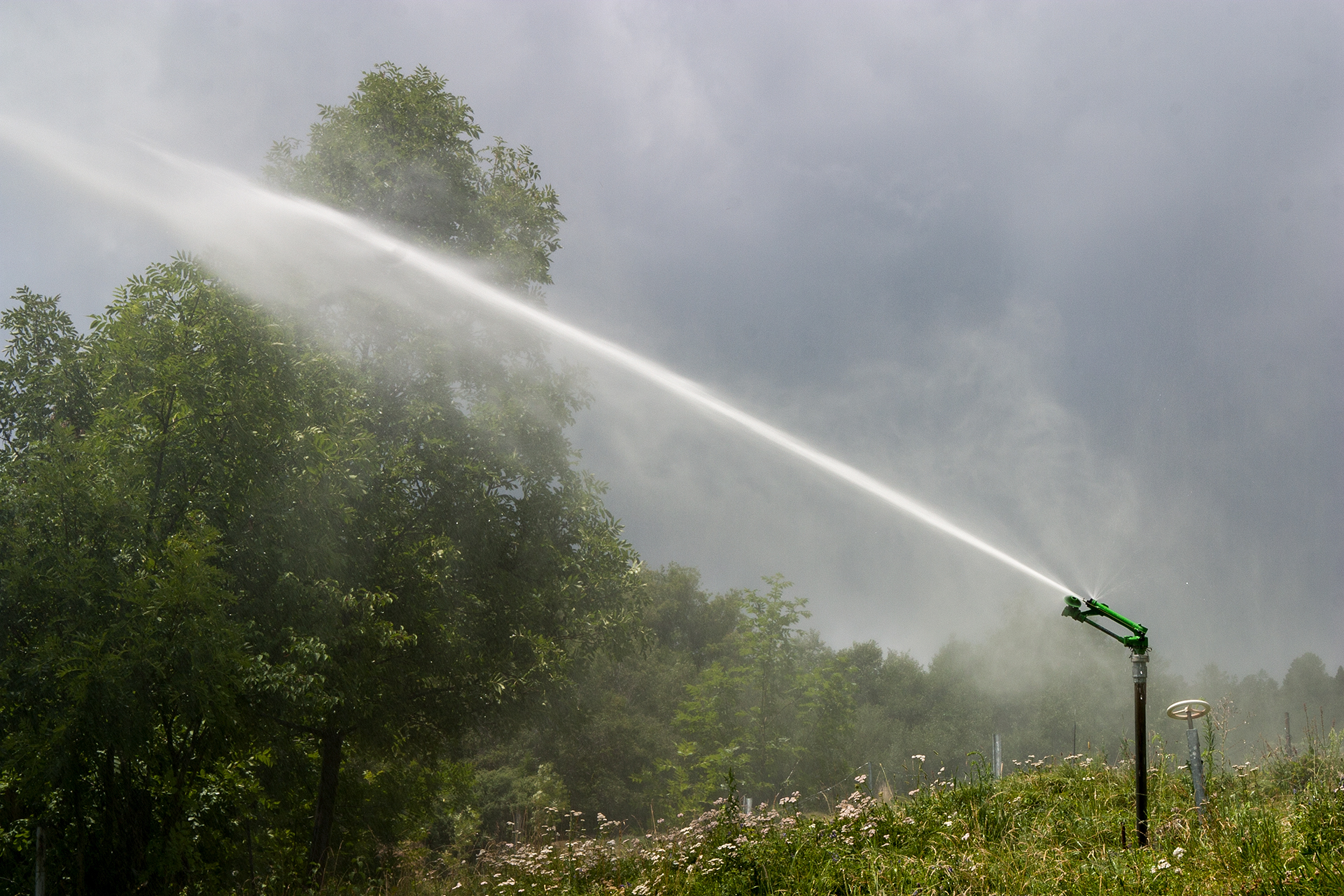
Bewässerung mit Wasser aus der Suone